# Vitis vinifera
Vitis vinifera (Nho thường) là một loại Vitis, bản địa của vùng Địa Trung Hải, trung châu Âu và tây nam châu Á, từ Maroc và Bồ Đào Nha bắc đến phía nam Đức và đông đến bắc Iran.
Đó là một dây leo cao tới 35 m, với vỏ cây dễ bong. Các lá so le, thùy chân vịt, dài 5–20 cm và rộng. Quả là loại quả mọng, được gọi là quả nho, ở cây mọc hoang, quả có đường kính 6 mm và chín màu tím sẫm đến đen với một hoa sáp nhạt, cây trồng thường lớn hơn nhiều, lên đến 3 cm, và có thể có màu xanh lá cây, đỏ, hoặc tím. Loài này thường hiện diện trong các khu rừng ẩm ướt và ven suối.
Nó được trồng trên mọi lục địa trên Trái Đất trừ châu Nam Cực. Tại châu Âu, ở khu vực miền Trung và miền Nam; ở châu Á, ở khu vực phía Tây (Tiểu Á, Caucasus, Trung Đông) và tại Trung Quốc, ở châu Phi, dọc theo bờ biển Địa Trung Hải phía bắc và ở Nam Phi; ở Bắc Mỹ, tại California, Mexico và cũng có các lĩnh vực khác như New Mexico, New York, British Columbia, Ontario và Québec, ở Nam Mỹ tại Chile, Argentina, Uruguay và Brazil; ở châu Đại Dương tại Úc và New Zealand.